# Boks na Letnich Igrzyskach Olimpijskich 1904 – waga ciężka mężczyzn
Turniej mężczyzn w wadze ciężkiej była jedną z konkurencji bokserskich na Letnich Igrzyskach Olimpijskich 1904. Zawody odbyły się w dniach 21-22 września. W zawodach uczestniczyło trzech zawodników ze Stanów Zjednoczonych.

## Wyniki
|  |                      |                      |                      |               |               |                   |                   |                   |
|  | Półfinał 21 września | Półfinał 21 września | Półfinał 21 września |               |               | Finał 22 września | Finał 22 września | Finał 22 września |
|  | Półfinał 21 września | Półfinał 21 września | Półfinał 21 września |               |               | Finał 22 września | Finał 22 września | Finał 22 września |
|  |                      |                      |                      |               |               |                   |                   |                   |
|  |                      |                      |                      |               |               |                   |                   |                   |
|  |                      |                      |                      | Samuel Berger | Samuel Berger | W                 |                   |                   |
|  |                      |                      |                      | Samuel Berger | Samuel Berger | W                 |                   |                   |
|  | Samuel Berger        | Samuel Berger        | KO3                  |               |               | Charles Mayer     | Charles Mayer     | L                 |
|  | Samuel Berger        | Samuel Berger        | KO3                  |               |               | Charles Mayer     | Charles Mayer     | L                 |
|  | William Michaels     | William Michaels     | L                    |               |               |                   |                   |                   |
|  | William Michaels     | William Michaels     | L                    |               |               |                   |                   |                   |

W - Wygrana

L - Przegrana